# Maicon Souza
Maicon Souza, de son nom complet Maicon Thiago Pereira de Souza, est un footballeur brésilien né le 14 septembre 1985 à Rio de Janeiro. Il évolue au poste de milieu offensif avec le club de Grêmio.

## Biographie
Maicon Souza évolue au Brésil et en Allemagne.
Il joue plus de 200 matchs dans les championnats brésiliens de première et deuxième division.
Il dispute également plusieurs matchs en Copa Libertadores et en Copa Sudamericana.

## Palmarès
- Finaliste de la Recopa Sudamericana en 2013 avec le São Paulo FC
- Vice-champion de Serie B en 2010 avec le Figueirense FC
- Vainqueur de la Coupe du Brésil en 2016 avec Grêmio
- Finaliste de la Coupe du Brésil en 2005 avec le Fluminense FC
- Vainqueur du Campeonato Carioca en 2005 avec le Fluminense FC